# Dichotomius zikani
Dichotomius zikani är en skalbaggsart som beskrevs av Luederwaldt 1922. Dichotomius zikani ingår i släktet Dichotomius och familjen bladhorningar. Inga underarter finns listade i Catalogue of Life.